# Cantó de Saint-Malo-de-la-Lande
El cantó de Saint-Malo-de-la-Lande és un cantó francès del departament de la Manche, situat al districte de Coutances. Té 13 municipis i el cap es Saint-Malo-de-la-Lande.

## Municipis
- Agon-Coutainville
- Ancteville
- Blainville-sur-Mer
- Boisroger
- Brainville
- Gouville-sur-Mer
- Gratot
- Heugueville-sur-Sienne
- Montsurvent
- Saint-Malo-de-la-Lande
- Servigny
- Tourville-sur-Sienne
- La Vendelée

## Història
| Data d'elecció                           | Identitat      | Partit                     | Qualitat |
| ---------------------------------------- | -------------- | -------------------------- | -------- |
| 1945-1973                                | Louis Périer   | Independent                |          |
| 1973-1998                                | Claude Asselin | RPR                        |          |
| 1998-                                    | Érick Beaufils | Divers droite, després UMP |          |
| les dades anteriors no són pas conegudes |                |                            |          |
|                                          |                |                            |          |

## Demografia
| A partir de 1990: Població sense dobles comptes |